# Revolution (KARA專輯)
《REVOLUTION》是韩国女子音乐组合Kara的第二张录音室专辑。2009年7月30日由DSP Media发行。

## 概括
韩国人气女子组合KARA，迷你二辑主打歌「Honey」终于攀上流行榜的第一位，人气大跃进。第二张专辑《Revolution》标志她们在形象和音乐上都会有很大的变化。主打歌「Wanna」为充满速度感和节奏感的强劲舞曲，而「Mister」(Track 1)是由「Pretty Girl」和「Honey」班底制作的euro-pop舞曲。「마법」(Track 3)是由20人的管弦乐团演奏的中板ballad，另收入「Let It Go」、「Take A Bow」及「Secretly, Secretly」(Track 4)等10首歌曲。

## 收錄曲
1. 미스터 (Mister) 
作词：송수윤、作曲：한재호 / 김승수、编曲：한재호 / 김승수
2. Wanna
作词：송수윤 / 한재호 / 김승수、作曲：한재호 / 김승수、编曲：한재호 / 김승수
3. 마법
作词：송수윤、作曲：한재호 / 김승수、编曲：한재호 / 김승수
4. 몰래몰래 (Secretly,Secretly) 
作词：임영、作曲：G-high / 김짜르트、编曲：G-high / 김짜르트
5. Let It Go
作词：이승민、作曲：이주형 / 김짜르트、编曲：이주형 / 김짜르트
6. Take A Bow
作词：송수윤、作曲：한재호 / 김승수、编曲：한재호 / 김승수
7. AHA
作词：한상원(TRUE COLOR)、作曲：한상원(TRUE COLOR)、编曲：이주형 / 김짜르트
8. 똑같은 맘 
作词：송수윤、作曲：한재호 / 김승수、编曲：한재호 / 김승수
9. Wanna (Inst.)
作曲：한재호 / 김승수、编曲：한재호 / 김승수
10. 마법 (Inst.)
作曲：한재호 / 김승수、编曲：한재호 / 김승수